# 愛德華·鐵欽納

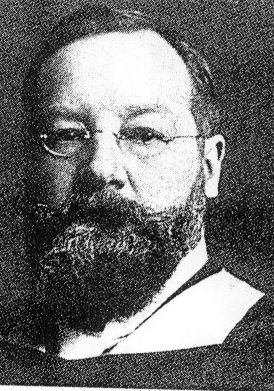
铁钦纳

爱德华·布拉德福德·鐵欽納（英語：Edward Bradford Titchener，1867年—1927年），英国籍美國心理學家，為二十世紀初期五大心理學派中的結構學派領導者，修正過威廉·冯特的感情三維論。採用心身平行論。其重要著作專書有An outline of psychology(1897)；Primer of psychology（1898）、A beginner's psychology（1915）等。